# Тернавка (Изяславский район)
Тернавка (укр. Тернавка) — село в Изяславском районе Хмельницкой области Украины.
Население по переписи 2001 года составляло 506 человек. Почтовый индекс — 30372. Телефонный код — 3852. Занимает площадь 2,777 км². Код КОАТУУ — 6822187501.

## Известные уроженцы
- Ковальчук, Леонид Акимович (1947—2014) — украинский учёный в области хирургии, педагог, общественный деятель.

## Местный совет
30372, Хмельницкая обл., Изяславский р-н, с. Тернавка, ул. Центральная, 30